# ماتياس والتر
ماتياس والثر هو لاعب كرة قدم ومدرب كرة قدم سويسري، ولد في 11 أبريل 1972. لعب مع نادي بازل.